# أندريا سواريز
أندريا سواريز هي متسابقة ملكة الجمال إكوادورية، ولدت في 8 يناير 1987.